# Svetinja (Jakšić)
Svetinja je naselje u Republici Hrvatskoj u Požeško-slavonskoj županiji, u sastavu općine Jakšić.

## Zemljopis
Svetinja se nalazi zapadno od Jakšić, na cesti prema Požegi, susjedna naselja su Bertelovci i Treštanovci na sjeveru, Dervišaga na jugu te Eminovci na zapadu.

## Stanovništvo
Prema popisu stanovništva iz 2001. godine Svetinja je imala 68 stanovnika.
| broj stanovnika |       |       |       | 38    | 38    | 41    | 37    | 42    | 91    | 31    | 48    | 58    | 58    | 62    | 68    | 67    | 43    |
|                 | 1857. | 1869. | 1880. | 1890. | 1900. | 1910. | 1921. | 1931. | 1948. | 1953. | 1961. | 1971. | 1981. | 1991. | 2001. | 2011. | 2021. |